# Daddy Yankee
Ramón Luis Ayala Rodríguez, conegut com a Daddy Yankee (Río Piedras, 3 de febrer de 1977) és un cantautor de reggaeton, actor, productor cinematogràfic, locutor radiofònic i empresari porto-riqueny.
Diversos sectors de la crítica el consideren «El rei del reggaeton», per ser un dels responsables d'haver popularitzat aquest gènere musical a Amèrica Llatina i haver-se consolidat com un dels artistes més respectats i influents del circuit urbà llatí.
De la mateixa manera, el portal nord-americà Allmusic afirma que el porto-riqueny «va ajudar a establir el reggeaton com un estil de música durant el segle XXI».

## Biografia
Als dotze anys a Río Piedras es va interessar per la música i va començar a cantar temes inspirats en la música Reggae i Hip-hop. Els seus inicis al món de la cançó a Puerto Rico van ser de la mà del productor DJ Playero. Va ser llavors quan va néixer la figura de Daddy Yankee. Va començar la seva carrera amb ritmes llatins així com dancehall i hip-hop. Els seus majors èxits a escala internacional li han arribat quan ha compost i interpretat els seus ja famoses cançons de hip-hop Llatí. En el transcurs de la seva carrera ha experimentat amb ritmes com el rap, merengue, pop i dance, però els seus majors èxits a escala internacional li han arribat quan ha compost i interpretat les seves ja famoses cançons de reggaeton. És conegut com a 30-30 pel missatge que contenen les lletres de les seves cançons, un precís retrat de molts aspectes de la vida quotidiana de Puerto Rico. També s'ha guanyat el títol de Rei de la Improvisació per la seva habilitat creativa, una virtut que ha fet a Daddy Yankee ser el vencedor durant cinc anys seguits de diversos Street Jam Reggae Awards. Daddy Yankee combina en els seus treballs el reflex de la realitat social de Puerto Rico amb ritmes sensuals. Amb aquesta barreja ha fet possible que molts joves llatins s'identifiquessin amb les seves cançons.
Al juliol de 2017 va succeir una cosa històrica per Daddy i la música llatina: el porto-riqueny es va convertir en l'artista més escoltat del planeta en Spotify.

## Discografia

### Àlbums d'estudi
- 1993 - Playero 37
- 1994 - Playero 38
- 1995 - No Mercy
- 1996 - Playero 40
- 1997 - Winchesta Rap Collections
- 1998 - El cartel
- 2001 - El cartel II
- 2002 - El Cangri.Com
- 2003 - Los Homerun
- 2004 - Barrio Fino
- 2005 - Barrio Fino En Directo
- 2007 - El Cartel III The Big Boss
- 2008 - Talento de Barrio
- 2010 - Daddy Yankee Mundial
- 2012 - Prestige
- 2013 - King Daddy
- 2022 - Legendaddy

### Edicions especials
- 2006 - Barrio Fino : Tormenta Tropical
- 2009 - Talento De Barrio Mundial
- 2010 - Daddy Yankee Mundial : Prestige

### Àlbums en viu
- 2003 - Ahora le toca al Cangri! Live
- 2005 - Barrio Fino En Directe

### Soundtracks
- 2008 - Talento de barrio (banda sonora)Talento De Barrio Soundtrack

### Àlbums en col·laboració
- 1999 - Guatauba 2000
- 2000 - La Conspiración
- 2001 - Guatauba XXX
- 2003 - Blin Blin Vol.1

## Premis
Daddy Yankee ha guanyat alguns premis:
- 2005- Premi Grammy Llatí al Millor Àlbum de Música Urbana
- 2006- Premi Lo Nuestro al artista del any.
- 2006- Guanyador de la Antorcha de Oro y Plata y la Gaviota de Plata en el Festival Internacional de la Cançó de Viña del Mar.
- 2006- Premi MTV Latinoamérica al artista del any
- 2007-Premio MTV Latinoamérica al millor artista urbà.
- 2008- Llatí del any per la Universitat Harvard
- 2009- Guardonat amb el Premi Cassandra Internacional per l'Associació de Cronistes d'Art de la República Dominicana.
- 2009- Guanyador de la Torxa d'Or i Plata i la Gavina de Plata al Festival Internacional de la Cançó de Vinya del Mar.
- 2013- Guanyador de la Torxa d'Or i Plata i la Gavina de Plata al Festival Internacional de la Cançó de Vinya del Mar.
- 2017- Premi Joventut a la Millor Cançó per Cantar